# Sebastián Abreu
 (juillet 2019).
Si vous disposez d'ouvrages ou d'articles de référence ou si vous connaissez des sites web de qualité traitant du thème abordé ici, merci de compléter l'article en donnant les références utiles à sa vérifiabilité et en les liant à la section « Notes et références ».
Pour les articles homonymes, voir Abreu.
Washington Sebastián Abreu Gallo, né le 17 octobre 1976 à Minas en Uruguay, surnommé « El Loco » (le Fou), est un footballeur international uruguayen devenu entraîneur. 
Il possède le record du joueur ayant connu le plus grand nombre de clubs au cours d'une carrière, soit 30 clubs entre 1994 et 2019. Il a en outre inscrit tout au long de sa carrière plus de 400 buts toutes compétitions confondues, faisant de lui l'un des joueurs les plus prolifiques.

## Biographie

### En club
Il a joué dans de nombreux clubs en Uruguay, au Brésil, en Argentine, au Mexique et en Espagne, au Deportivo La Corogne.
En janvier 2009, il est transféré à la Real Sociedad, alors en 2e division espagnole.
En juin 2009, il signe un contrat d'un an à l'Aris FC. Au début de mois de janvier 2010, il rejoint le club brésilien de Botafogo avec un contrat de deux ans et une indemnité de transfert de 1,4 million d'euros après la résiliation de son contrat avec le club grec.
À l'été 2013, il est prêté au club du CA Rosario Central et rejoint ainsi le 19e club de sa carrière.
Il est aujourd'hui considéré comme l'un des joueurs ayant connu le plus de clubs différents dans une carrière de joueur professionnelle.

### En sélection
Sebastian Abreu commence sa carrière internationale le 25 août 1996 lors d'une rencontre amicale contre le Japon soldée par une défaite 5-3. 
Il dispute sa première compétition lors de la Copa America 1997, les Uruguayens sont sortis en phases de poules. Víctor Púa le convoque pour disputer la Coupe du monde 2002 au Japon et en Corée du Sud. Il est à nouveau convoqué pour disputer la Copa America 2007 où la Céleste se fait  une nouvelle fois battre en demi-finales par le Brésil mais loupera la troisième place en perdant contre le Mexique.
Convoqué pour la Coupe du monde 2010, il se distingue le 2 juillet 2010, en quart-de-finale face au Ghana, où il marque le tir au but décisif d'une panenka. Néanmoins, les Uruguayens perdent en demi-finales contre les Pays-Bas sur le score de 3-2. Il dispute sa dernière compétition lors de la Copa America 2011, remportée par l'Uruguay.

## Statistiques détaillées

### En club
| Saison    | Club                  | Championnat      | Championnat | Championnat | Coupe(s) nationale(s) | Coupe(s) nationale(s) | Compétition(s) continentale(s) | Compétition(s) continentale(s) | Compétition(s) continentale(s) | Total | Total |
| Saison    | Club                  | Division         | M           | B           | M                     | B                     | C                              | M                              | B                              | M     | B     |
| --------- | --------------------- | ---------------- | ----------- | ----------- | --------------------- | --------------------- | ------------------------------ | ------------------------------ | ------------------------------ | ----- | ----- |
| 1994      | Défensor SC           | Primera División | 8           | 6           | 2                     | 2                     | -                              | -                              | -                              | 10    | 8     |
| 1995      | Défensor SC           | Primera División | 7           | 6           | 3                     | 3                     | -                              | -                              | -                              | 9     | 9     |
| 1996      | Défensor SC           | Primera División | 15          | 7           | -                     | -                     | CL                             | 6                              | 6                              | 21    | 13    |
| 1996-1997 | CA San Lorenzo        | Primera División | 29          | 13          | -                     | -                     | -                              | -                              | -                              | 29    | 13    |
| 1997-1998 | CA San Lorenzo        | Primera División | 14          | 13          | -                     | -                     | -                              | -                              | -                              | 14    | 13    |
| 1998      | Deportivo La Corogne  | Primera División | 15          | 3           | 3                     | 1                     | -                              | -                              | -                              | 18    | 4     |
| 1998      | Grêmio                | Série A          | 7           | 1           | -                     | -                     | -                              | -                              | -                              | 7     | 1     |
| 1999-2000 | UAG Tecos             | Liga MX          | 34          | 29          | -                     | -                     | -                              | -                              | -                              | 34    | 29    |
| 2000-2001 | CA San Lorenzo        | Primera División | 25          | 10          | -                     | -                     | CL                             | 7                              | 6                              | 32    | 16    |
| 2001      | National Montevideo   | Primera División | 18          | 17          | -                     | -                     | -                              | -                              | -                              | 18    | 17    |
| 2002      | Cruz Azul             | Liga MX          | 20          | 21          | -                     | -                     | -                              | -                              | -                              | 20    | 21    |
| 2002-2003 | Cruz Azul             | Liga MX          | 23          | 16          | 7                     | 6                     | CL                             | 2                              | 3                              | 32    | 25    |
| 2003      | National Montevideo   | Primera División | 7           | 8           | -                     | -                     | -                              | -                              | -                              | 7     | 8     |
| 2003      | Club América          | Liga MX          | 16          | 3           | -                     | -                     | -                              | -                              | -                              | 16    | 3     |
| 2004      | UAG Tecos             | Liga MX          | 17          | 5           | -                     | -                     | -                              | -                              | -                              | 17    | 5     |
| 2004      | National Montevideo   | Primera División | 19          | 9           | -                     | -                     | -                              | -                              | -                              | 19    | 9     |
| 2005      | National Montevideo   | Primera División | 14          | 7           | -                     | -                     | CL                             | 4                              | 1                              | 18    | 8     |
| 2005-2006 | Dorados de Sinaloa    | Liga MX          | 34          | 22          | -                     | -                     | -                              | -                              | -                              | 34    | 22    |
| 2006      | CF Monterrey          | Liga MX          | 18          | 8           | -                     | -                     | -                              | -                              | -                              | 18    | 8     |
| 2007      | San Luis FC           | Liga MX          | 14          | 5           | -                     | -                     | -                              | -                              | -                              | 14    | 5     |
| 2007      | Tigres UANL           | Liga MX          | 15          | 7           | -                     | -                     | -                              | -                              | -                              | 15    | 7     |
| 2008      | River Plate           | Primera División | 17          | 2           | -                     | -                     | CL                             | 8                              | 7                              | 25    | 9     |
| 2008      | Beitar Jérusalem      | Ligat HaAl       | 5           | 1           | -                     | -                     | C1                             | 2                              | 0                              | 7     | 1     |
| 2008-2009 | River Plate           | Primera División | -           | -           | -                     | -                     | CS                             | 4                              | 3                              | 4     | 3     |
| 2009      | Real Sociedad         | Liga Adelante    | 18          | 11          | -                     | -                     | -                              | -                              | -                              | 18    | 11    |
| 2009-2010 | Aris Salonique        | Superleague      | 8           | 3           | 1                     | 2                     | -                              | -                              | -                              | 9     | 5     |
| 2010      | Botafogo FR           | Série A+CC       | 25+15       | 11+11       | 4                     | 2                     | -                              | -                              | -                              | 44    | 24    |
| 2011      | Botafogo FR           | Série A+CC       | 23+13       | 13+9        | 4                     | 4                     | CS                             | 2                              | 0                              | 42    | 26    |
| 2012      | Botafogo FR           | Série A+CC       | 2+15        | 0+11        | 2                     | 1                     | -                              | -                              | -                              | 19    | 12    |
| 2012      | Figueirense FC        | Série A          | 5           | 0           | -                     | -                     | CS                             | 1                              | 1                              | 6     | 1     |
| 2013      | National Montevideo   | Primera División | 11          | 2           | -                     | -                     | CL                             | 3                              | 1                              | 14    | 3     |
| 2013-2014 | Rosario Central       | Primera División | 27          | 7           | 5                     | 3                     | -                              | -                              | -                              | 32    | 10    |
| 2014      | Rosario Central       | Primera División | 11          | 1           | -                     | -                     | CS                             | 2                              | 0                              | 13    | 1     |
| 2015      | SD Aucas              | Seria A          | 10          | 4           | -                     | -                     | -                              | -                              | -                              | 10    | 4     |
| 2015-2016 | National Montevideo   | Primera División | 7           | 3           | -                     | -                     | CS                             | 2                              | 0                              | 9     | 3     |
| 2016      | Sol de América        | Primera División | 10          | 2           | -                     | -                     | -                              | -                              | -                              | 10    | 2     |
| 2016-2017 | Santa Tecla FC        | Primerà Division | 21          | 13          | -                     | -                     | -                              | -                              | -                              | 21    | 13    |
| 2017      | Bangu AC              | Série A          | 0+10        | 0+3         | -                     | -                     | -                              | -                              | -                              | 10    | 3     |
| 2017      | Central Español       | Segunda División | 8           | 6           | -                     | -                     | -                              | -                              | -                              | 8     | 6     |
| 2017      | Deportes Puerto Montt | Segunda División | 13          | 11          | 2                     | 0                     | -                              | -                              | -                              | 15    | 11    |
| 2018      | Audax Italiano        | Primera División | 10          | 0           | -                     | -                     | CS                             | 1                              | 0                              | 11    | 0     |
| 2018      | Deportes Magallanes   | Segunda División | 8           | 3           | -                     | -                     | -                              | -                              | -                              | 8     | 3     |
| 2019      | Rio Branco            | Série A          | 0+13        | 0+6         | -                     | -                     | -                              | -                              | -                              | 13    | 6     |
| 2019      | Boston River          | Primera División | 5           | 0           | -                     | -                     | -                              | -                              | -                              | 5     | 0     |
| Total     | Total                 | Total            | 679         | 349         | 33                    | 24                    |                                | 44                             | 28                             | 756   | 401   |

### En sélection nationale
| Saison                | Sélection             | Phases finales                   | Phases finales | Phases finales | Phases finales | Éliminatoires CDM | Éliminatoires CDM | Éliminatoires CDM | Matchs amicaux | Matchs amicaux | Matchs amicaux | Total | Total | Total |
| Saison                | Sélection             | Compétition                      | M              | B              | Pd             | M                 | B                 | Pd                | M              | B              | Pd             | M     | B     | Pd    |
| --------------------- | --------------------- | -------------------------------- | -------------- | -------------- | -------------- | ----------------- | ----------------- | ----------------- | -------------- | -------------- | -------------- | ----- | ----- | ----- |
| 1995-1996             | Uruguay               | -                                | -              | -              | -              | -                 | -                 | -                 | 1              | 0              | 0              | 1     | 0     | 0     |
| 1996-1997             | Uruguay               | Copa América 1997                | 1              | 0              | 0              | 3                 | 0                 | 0                 | 1              | 1              | 0              | 5     | 1     | 0     |
| 1997-1998             | Uruguay               | Coupe des confédérations 1997 4e | -              | -              | -              | 1                 | 2                 | 0                 | -              | -              | -              | 1     | 2     | 0     |
| 1999-2000             | Uruguay               | -                                | -              | -              | -              | 0                 | 0                 | 0                 | -              | -              | -              | 0     | 0     | 0     |
| 2000-2001             | Uruguay               | Copa América 2001 4e             | -              | -              | -              | 2                 | 0                 | 0                 | -              | -              | -              | 2     | 0     | 0     |
| 2001-2002             | Uruguay               | Coupe du monde 2002              | 3              | 0              | 0              | -                 | -                 | -                 | 4              | 6              | 0              | 7     | 6     | 0     |
| 2002-2003             | Uruguay               | -                                | -              | -              | -              | -                 | -                 | -                 | 1              | 1              | 0              | 1     | 1     | 0     |
| 2003-2004             | Uruguay               | Copa América 2004                | -              | -              | -              | -                 | -                 | -                 | 1              | 0              | 1              | 1     | 0     | 1     |
| 2005-2006             | Uruguay               | -                                | -              | -              | -              | -                 | -                 | -                 | 5              | 2              | 0              | 5     | 2     | 0     |
| 2006-2007             | Uruguay               | Copa América 2007 4e             | 4              | 2              | 0              | -                 | -                 | -                 | 5              | 3              | 0              | 9     | 5     | 0     |
| 2007-2008             | Uruguay               | -                                | -              | -              | -              | 5                 | 4                 | 1                 | 2              | 0              | 1              | 7     | 4     | 2     |
| 2008-2009             | Uruguay               | -                                | -              | -              | -              | 7                 | 1                 | 1                 | 3              | 1              | 0              | 10    | 2     | 1     |
| 2009-2010             | Uruguay               | Coupe du monde 2010 4e           | 4              | 0              | 0              | 4                 | 1                 | 0                 | 3              | 2              | 0              | 11    | 3     | 0     |
| 2010-2011             | Uruguay               | Copa América 2011                | 1              | 0              | 0              | -                 | -                 | -                 | 5              | 0              | 0              | 6     | 0     | 0     |
| 2011-2012             | Uruguay               | -                                | -              | -              | -              | 2                 | 0                 | 0                 | 1              | 0              | 0              | 3     | 0     | 0     |
| 2012-2013             | Uruguay               | Coupe des confédérations 2013 4e | -              | -              | -              | 0                 | 0                 | 0                 | 1              | 0              | 0              | 1     | 0     | 0     |
| Total sur la carrière | Total sur la carrière | Total sur la carrière            | 13             | 2              | 0              | 24                | 8                 | 2                 | 33             | 16             | 2              | 70    | 26    | 4     |

### Buts internationaux
| 0   | Date             | Lieu                                                | Compétition                                                                  | Résultat        | Adversaire   | Détail | Détail | Sél. |
| --- | ---------------- | --------------------------------------------------- | ---------------------------------------------------------------------------- | --------------- | ------------ | ------ | ------ | ---- |
| 1er | 25 août 1996     | Stade Nagai, Ōsaka, Japon                           | Match amical                                                                 | P 5-3           | Japon        | 72e    | 4-2    | 2e   |
| 2e  | 16 novembre 1997 | Estadio Domingo Burgueño, Maldonado, Uruguay        | Éliminatoires Coupe du monde 1998                                            | V 5-3           | Équateur     | 48e    | 3-1    | 7e   |
| 3e  | 16 novembre 1997 | Estadio Domingo Burgueño, Maldonado, Uruguay        | Éliminatoires Coupe du monde 1998                                            | V 5-3           | Équateur     | 52e    | 4-1    | 7e   |
| 4e  | 13 février 2002  | Estadio Centenario, Montevideo, Uruguay             | Match amical                                                                 | V 2-1           | Corée du Sud | 6e     | 1-0    | 10e  |
| 5e  | 13 février 2002  | Estadio Centenario, Montevideo, Uruguay             | Match amical                                                                 | V 2-1           | Corée du Sud | 54e    | 2-1    | 10e  |
| 6e  | 17 avril 2002    | Stade San Siro, Milan, Italie                       | Match amical                                                                 | N 1-1           | Italie       | 77e    | 1-1    | 11e  |
| 7e  | 12 mai 2002      | RFK Stadium, Washington, D.C., États-Unis           | Match amical                                                                 | P 2-1           | États-Unis   | 60e    | 2-1    | 12e  |
| 8e  | 16 mai 2002      | Wulihe Stadium (en), Shenyang, Chine                | Match amical                                                                 | V 0-2           | Chine        | 77e    | 0-1    | 13e  |
| 9e  | 16 mai 2002      | Wulihe Stadium (en), Shenyang, Chine                | Match amical                                                                 | V 0-2           | Chine        | 89e    | 0-2    | 13e  |
| 10e | 8 juin 2003      | Stade Sang-am, Seoul, Corée du Sud                  | Match amical                                                                 | V 0-2           | Corée du Sud | 53e    | 0-2    | 17e  |
| 11e | 26 octobre 2005  | Stade Jalisco, Guadalajara, Mexique                 | Match amical                                                                 | P 3-1           | Mexique      | 17e    | 1-1    | 19e  |
| 12e | 30 mai 2006      | Stade olympique, Radès, Tunisie                     | Match amical                                                                 | V 1-2           | Libye        | 34e    | 0-2    | 23e  |
| 13e | 18 octobre 2006  | Estadio Centenario, Montevideo, Uruguay             | Match amical                                                                 | V 4-0           | Venezuela    | 51e    | 3-0    | 26e  |
| 14e | 7 février 2007   | Estadio General Santander, Cúcuta, Colombie         | Match amical                                                                 | V 1-3           | Colombie     | 17e    | 0-1    | 27e  |
| 15e | 7 février 2007   | Estadio General Santander, Cúcuta, Colombie         | Match amical                                                                 | V 1-3           | Colombie     | 60e    | 0-2    | 27e  |
| 16e | 10 juillet 2007  | Estadio José Pachencho Romero, Maracaïbo, Venezuela | Demi-finale de la Copa América 2007                                          | N 2-2 4-5 t.a.b | Brésil       | 70e    | 2-2    | 31e  |
| 17e | 10 juillet 2007  | Estadio Olímpico, Caracas, Venezuela                | Match pour la troisième place de la Copa América 2007                        | P 1-3           | Mexique      | 22e    | 1-0    | 32e  |
| 18e | 13 octobre 2007  | Estadio Centenario, Montevideo, Uruguay             | Éliminatoires Coupe du monde 2010                                            | V 5-0           | Bolivie      | 48e    | 3-0    | 34e  |
| 19e | 18 novembre 2007 | Estadio Centenario, Montevideo, Uruguay             | Éliminatoires Coupe du monde 2010                                            | N 2-2           | Chili        | 81e    | 2-2    | 35e  |
| 20e | 21 novembre 2007 | Stade Morumbi, São Paulo, Brésil                    | Éliminatoires Coupe du monde 2010                                            | P 2-1           | Brésil       | 8e     | 0-1    | 36e  |
| 21e | 18 juin 2008     | Estadio Centenario, Montevideo, Uruguay             | Éliminatoires Coupe du monde 2010                                            | V 6-0           | Pérou        | 90e    | 6-0    | 39e  |
| 22e | 20 août 2008     | Dôme de Sapporo, Sapporo, Japon                     | Match amical                                                                 | V 1-3           | Japon        | 90e    | 1-3    | 40e  |
| 23e | 14 octobre 2008  | Estadio Hernando Siles, La Paz, Bolivie             | Éliminatoires Coupe du monde 2010                                            | N 2-2           | Bolivie      | 88e    | 2-2    | 43e  |
| 24e | 18 novembre 2009 | Estadio Centenario, Montevideo, Uruguay             | Match retour du Barrage AmSud – AmNord des Éliminatoires Coupe du monde 2010 | N 1-1           | Costa Rica   | 70e    | 1-0    | 54e  |
| 25e | 26 mai 2010      | Estadio Centenario, Montevideo, Uruguay             | Match amical                                                                 | V 4-1           | Israël       | 75e    | 3-1    | 56e  |
| 26e | 26 mai 2010      | Estadio Centenario, Montevideo, Uruguay             | Match amical                                                                 | V 4-1           | Israël       | 80e    | 4-2    | 56e  |

## Palmarès

### En club
| Saison        | Club        | Titre                 |
| ------------- | ----------- | --------------------- |
| Clausura 2001 | San Lorenzo | Championnat argentin  |
| Clausura 2001 | Nacional    | Championnat uruguayen |
| Uruguayo 2001 | Nacional    | Championnat uruguayen |
| Apertura 2003 | Nacional    | Championnat uruguayen |
| Apertura 2004 | Nacional    | Championnat uruguayen |
| Uruguayo 2005 | Nacional    | Championnat uruguayen |
| Clausura 2008 | River Plate | Championnat argentin  |
| 2010          | Botafogo    | Championnat Carioca   |

### Uruguay
- Coupe du monde :
  - Quatrième en 2010.
- Copa América : 
  - Vainqueur en 2011.
  - Quatrième en 2007.